# Antonio Bartolomeu Barbosa
Antônio Bartolomeu Barbosa (Amparo da Serra, Minas Gerais, 23 de febrero de 1927 - Ponte Nova, Minas Gerais, 5 de julio de 2023) fue un empresario, filántropo y político brasileño. 
Fue el 23º y 25º alcalde municipal y el 4º vicealcalde de Ponte Nova. Fue conocido por ser socio fundador de Grupo Bartofil, por su participación en la construcción del SENAI en Ponte Nova y del Anel Rodoviário, por su papel en la lucha contra las inundaciones de 1979 y por sus numerosos aportes sociales a la comunidad de Ponte Nova. 
Recibió la Medalla de la Orden del Mérito Legislativo de la Asamblea Legislativa de Minas Gerais en 1987, la Medalla al Mérito Santos-Dumont en 1990 y la Medalla de la Inconfidência en 2010. Debido a sus servicios filantrópicos, Rotary International le otorgó el título de "Paul Harris Fellow" en 1997.
Su biografía fue publicada en noviembre de 2016, escrita por Osias Ribeiro Neves y editada por la Oficina de Historias. Parte de los beneficios de las ventas se donó a instituciones sin ánimo de lucro, como la Fundación Menino Jesús. 

## Inicio del Primer Mandato (1977 y 1978)
Antônio Bartolomeu fue elegido alcalde el 15 de noviembre de 1976. Ganó con 6.740 votos, equivalente al 38% de los votos válidos, con una ventaja de 2.860 sobre el segundo lugar. Derrotó a Hasenclever Tavares André, Carlos Jardim de Resende y Afrânio Felício da Cunha.
En enero de 1977 se iniciaron los proyectos de infraestructura urbana. Como describe Folha de Ponte Nova, "casi todos los pasillos centrales ya fueron cubiertos con bloques, estos, fabricados por la fábrica del Ayuntamiento de Ponte Nova, con especial respeto del Presidente Ejecutivo, Sr. Antônio Bartolomeu Barbosa".
En el barrio Palmeiras se realizaron trabajos de saneamiento básico de emergencia. Según un artículo publicado en Folha Jornal Integração, el 4 de abril "Todos los habitantes de la Rua Caraíbas y de los alrededores del gran barrio de Palmeiras, en Ponte Nova, aplauden la rápida acción del alcalde Antônio Bartolomeu que comenzó a resolver un uno de los mayores problemas de esa región densamente poblada, se trata de la construcción de una alcantarilla de más de 20 metros de longitud, de 1,20 por 1,50 metros, que sustituirá las antiguas arquetas de 1 metro de diámetro que fueron arrasadas por las últimas lluvias, como así como toda la parte de la calle que los cubría, de hecho, la situación allí era bastante incómoda, ya que se temían nuevos deslizamientos de tierra ya que la acción destructiva de las aguas quedó fuertemente demostrada con la destrucción total de esta parte de la Rua Caraíbas. nuevas lluvias de igual fuerza traerían mayor molestia a los habitantes, el alcalde Antônio Bartolomeu Barbosa actuó rápida y correctamente, ordenando intensificar el ritmo de las obras, a pesar de que el costo se estima en aproximadamente 100 mil cruceros, por lo que es un cálculo insuficiente".
En 1978, el ingeniero José Maurício Pereira fue contratado para la dirección de obras de la municipalidad. Con su ayuda, Antônio logró completar proyectos enfocados a personas de bajos ingresos. Se construyeron redes de agua pluvial, agua potable, alcantarillado y pavimentación en zonas periféricas y en el entonces distrito de Oratório. Con la colaboración del diputado estatal Domingos Lanna, se planificaron, ejecutaron o iniciaron varios proyectos, como el gran plan de forestación de la ciudad y el puente que conecta los barrios de Palmeiras y Triângulo. Esto fue posible gracias a que ambos políticos articularon el apoyo del gobierno estatal al proyecto, por lo que el entonces gobernador Aureliano Chaves estuvo presente en un acto popular en la ciudad para firmar la autorización para la construcción del puente.

## Inundación de 1979
El año se caracterizó por un exceso de precipitaciones. En los primeros días del año, el agua destruyó casas, destrozó caminos y provocó tragedia en la comunidad. El río Piranga, que atraviesa la ciudad, se desbordó, provocando mayores daños a quienes poseían propiedades cercanas a su cauce. Pronto, toda la ciudad se vio afectada. El Jornal Estado de Minas informó en enero de este año de más de dos mil personas sin hogar y 23 muertes. Antônio narra detalladamente el suceso: "La ciudad estaba bajo el agua, desprendimientos de tierra descendiendo como una avalancha en cada rincón, derribando casas y llevándolas al río. Una noche, casi desesperado, llamé a Ozanan Coelho, quien había asumido el gobierno del estado, y le conté lo sucedido. Entonces me dijo: Alcalde, ¿cómo está su estado de ánimo? ' Le informé que la mía era pesada, a lo que él, de manera optimista y firme, respondió: 'Sé que la situación es muy difícil, pero no se tambalea. Si falla, la comunidad no podrá manejarlo. En ese momento ya estaba completamente atónito y, hiciera lo que hiciera, la situación seguía siendo triste. Hubo inundaciones en todo el municipio, la ciudad en caos, el río se apoderó de ella. Calles desaparecieron, casas colapsaron y otras quedaron colgadas en barrancos, los caminos rurales no permitieron el tránsito de vehículos, el camino a Belo Horizonte quedó comprometido y, todo eso, se convirtió en un peso difícil de llevar. Sentí la presión de la comunidad a punto de abandonar las demandas de revuelta. En ese momento, el discurso del gobernador reafirmó mi fe en Dios y esto me ayudó mucho en esa etapa difícil en la que necesitaba tener mucha fe y disposición para trabajar. El gobierno del estado aportó fondos, pero no tanto como necesitábamos, al fin y al cabo necesitaba ayudar a otras regiones del estado de Minas afectadas por las aguas. Los recursos eran más limitados. Durante la inundación, no dejamos de trabajar para minimizar en cualquier forma posible el sufrimiento de la comunidad de Ponte Nova. Con la disminución de las lluvias, las aguas comenzaron a retroceder y nuestro trabajo se convirtió en día y noche para reconstruir la ciudad. El casco urbano estaba resentido porque cuando todavía se puede pasar, aunque sea por la penguela, está bien. Pero cuando necesitaba cruzar y no había ni pinuela, entonces se hacía difícil. Al principio improvisamos, porque no era posible construir de una vez todo lo que se había destruido, necesitábamos establecer criterios, planificar y cumplir prioridades. Durante más de cuatro meses luché mucho para establecer criterios. Sin prioridad, no irás a ninguna parte. Reuní a la secretaría y a algunas personas de la comunidad para establecer rumbos y empezamos a trabajar. Los recursos empezaron a llegar. El Gobierno de Ozanan Coelho envió entonces cinco millones. Alrededor de 150 familias sin hogar se instalaron temporalmente en el parque de exposiciones. Ya habíamos adquirido un área para que Cohab construyera un Complejo Habitacional. Pero, como la situación era de emergencia, conseguimos cinco millones, tractores y rápidamente desarrollamos una urbanización y llevamos a estas familias a las 127 casas que construimos en un tiempo récord”.
Como Antônio necesitaba establecer prioridades en la reconstrucción de la ciudad, generalmente dirigidas a la población más necesitada, otras áreas que consideraba menos urgentes recibieron menos financiación pública, lo que generó varias críticas de los opositores. Un decidido locutor de radio de la ciudad, a través de varias transmisiones, se quejó del estado de su calle, la cual estaba llena de huecos y no recibía atención por parte del alcalde. Cansado de escuchar tales quejas, Márcio Bartholomeu, hijo de Antônio, llamó a la radio y le dijo al locutor: "¿Estás preocupado por el agujero en tu calle? ¿No te das cuenta de que hay mucha gente sin un lugar donde vivir?". 

## Continuación del Primer Mandato (1979-1983)
Una vez mitigados los daños causados por la inundación, el alcalde retomó sus proyectos. Se amplió la Terminal de Ómnibus y se construyeron nuevos puestos de salud.
Antônio fue elegido para un mandato de cuatro años, entre 1977 y 1980. Sin embargo, la Enmienda Constitucional No. 14, de 1980, extendió los mandatos de los entonces Alcaldes, Vicealcaldes, Concejales y Suplentes hasta 1983. Fue una maniobra política de los militares, que entonces comandaban el país desde una dictadura.
De esta manera, con dos años más de gestión al frente del ayuntamiento, pudo entregar más obras. Entre ellos, la canalización de Vau-Açu, la ampliación del asilo municipal, la forestación del Parque Passa Cinco, el suministro de agua tratada en los barrios de Fátima, São Pedro, Novo Horizonte, Alto Palmeirense y Cidade Nova, la forestación del ciudad en general y, en concreto, la Avenida Beira-Rio, donde hoy las palmeras imperiales están presentes y se han convertido en parte de la identidad visual de la ciudad. Se realizaron obras de saneamiento, apertura y ampliación de escuelas, pavimentación de varias calles y creación del Distrito Industrial de Ponte Nova.
En Oratorios se realizaron varias obras de infraestructura. Drenaje de aguas pluviales, red de alcantarillado, mejor calidad del agua, pavimento y una gran plaza para la iglesia, con un parterre central, bancos, césped y zona arbolada.
Antônio tuvo una alta tasa de éxito en la obtención de fondos adicionales de niveles superiores gracias a su preparación. Siempre que solicitaba un recurso ya tenía preparado el proyecto y lo presentaba con convicción.

## Segundo mandato (1989-1992)
Antônio molestó a su familia cuando se postuló para un cargo en 1988. Pese a admitir las dificultades del cargo y los problemas que se derivan del mismo, como críticas injustas y acusaciones infundadas, afirma que "sintió una vocación que no podía evitar".
Como miembro del Partido Frente Liberal, derrotó a Ademir Ragazzi y João de Carvalho para retomar su cargo. La victoria fue anunciada por el periódico O Município de Ponte Nova: "La política de Ponte Nova dio otro giro con el regreso de Antônio Bartolomeu al poder. La era del controvertido Sette de Barros terminó y comenzó la temporada del parsimonioso Bartolomeu. Las grandes disputas y las luchas violentas dieron paso a negociaciones y conciliaciones".
En diciembre de 1988, incluso antes de asumir el cargo, redujo su salario, acto sin precedentes en el país. El acto fue incluso incluido en la Enciclopedia Británica de Brasil, Eventos 1989, página 75. "Ponte Nova: el alcalde pide una reducción de su salario. Una actitud inusual fue adoptada por el alcalde de Ponte Nova, en la Zona da Mata, Antônio Bartolomeu Barbosa, de 62 años, elegido por la coalición PFL/PTB y PL, con más más de dos mil votos por delante de su oponente, el padre Ademir Ragazzi; pidió a la Cámara reducir su salario de 4.000 a 1.200 dólares, no sólo para adaptarlo a la realidad local, sino también para aliviar el caos financiero en el que se encuentra la ciudad. La sala está bajo el agua. La Cámara aprobó por unanimidad la solicitud del alcalde. (...) Como exitoso empresario de mercería, el alcalde gana alrededor de 10.000 dólares al mes con su negocio y cree que no necesita más ".
Cuando asumió el cargo se encontró con un ayuntamiento sin recursos, que recientemente había adquirido varios vehículos innecesarios. Entonces, Antônio decidió subastarlos, dejándolo con un solo auto. Máquinas y vehículos importantes para la realización de las obras fueron encontrados en estado inservible, sin piezas y desguazados. Debido a este problema, el empresariado de Ponte Nova donó el equivalente a NCz$ 4,5 millones, correspondientes a R$ 89.101,51 en abril de 2023. Así, fue posible recuperar la mayoría de los vehículos.
Otro problema heredado de la administración anterior fue el aumento salarial otorgado a los funcionarios públicos, que oscilaba entre el 50% y el 150%.
La economía del país quedó destruida en medio del Plan Collor, y la relación de la ciudad con el gobierno estatal fue más difícil, ya que Newton Cardoso, entonces gobernador, era rival de Domingos Lanna.
A pesar de tantas adversidades, se llevaron a cabo proyectos en la ciudad, en el área ambiental, educativa, de salud y de infraestructura. Así, se llevó la electricidad a zonas rurales que aún no la contaban, con más de 60 postes de alumbrado implementados en zonas rurales y otros 26 en zonas urbanas. La educación era una prioridad, recibiendo más del 25% requerido por la ley. El área de la cultura también fue puesta en valor, y Bartolomeu retomó la realización de festivales MPB con grandes nombres de la música brasileña, como Milton Nascimento, João Bosco y otros 20 artistas de renombre nacional. Del mismo modo, preservó la historia municipal al derrumbar importantes monumentos en Ponte Nova, incluido el Hotel Glória.

## Muerte
Antônio Bartolomeu falleció el 5 de julio de 2023, a las 8:10, en Ponte Nova. Ingresó en el Hospital Nossa Senhora das Dores, hospital del que era subproveedor, benefactor y miembro de la Hermandad gestora.
El entonces presidente honorario del Consejo Directivo de Bartofil falleció a causa de insuficiencia cardíaca, insuficiencia respiratoria y neumonía.

## Homenajes
Su cuerpo fue enterrado en el Ayuntamiento de Ponte Nova, y se estima que el número de personas que asistieron fue cercano al millar. Tras el velorio, se realizó una larga procesión hasta el Cementerio Municipal, durante la cual su féretro fue transportado encima de un camión de Bomberos. Se escucharon largos aplausos al pasar frente a la oficina de Bartofil. Dondequiera que iba, lo saludaban con flores y palmeras.

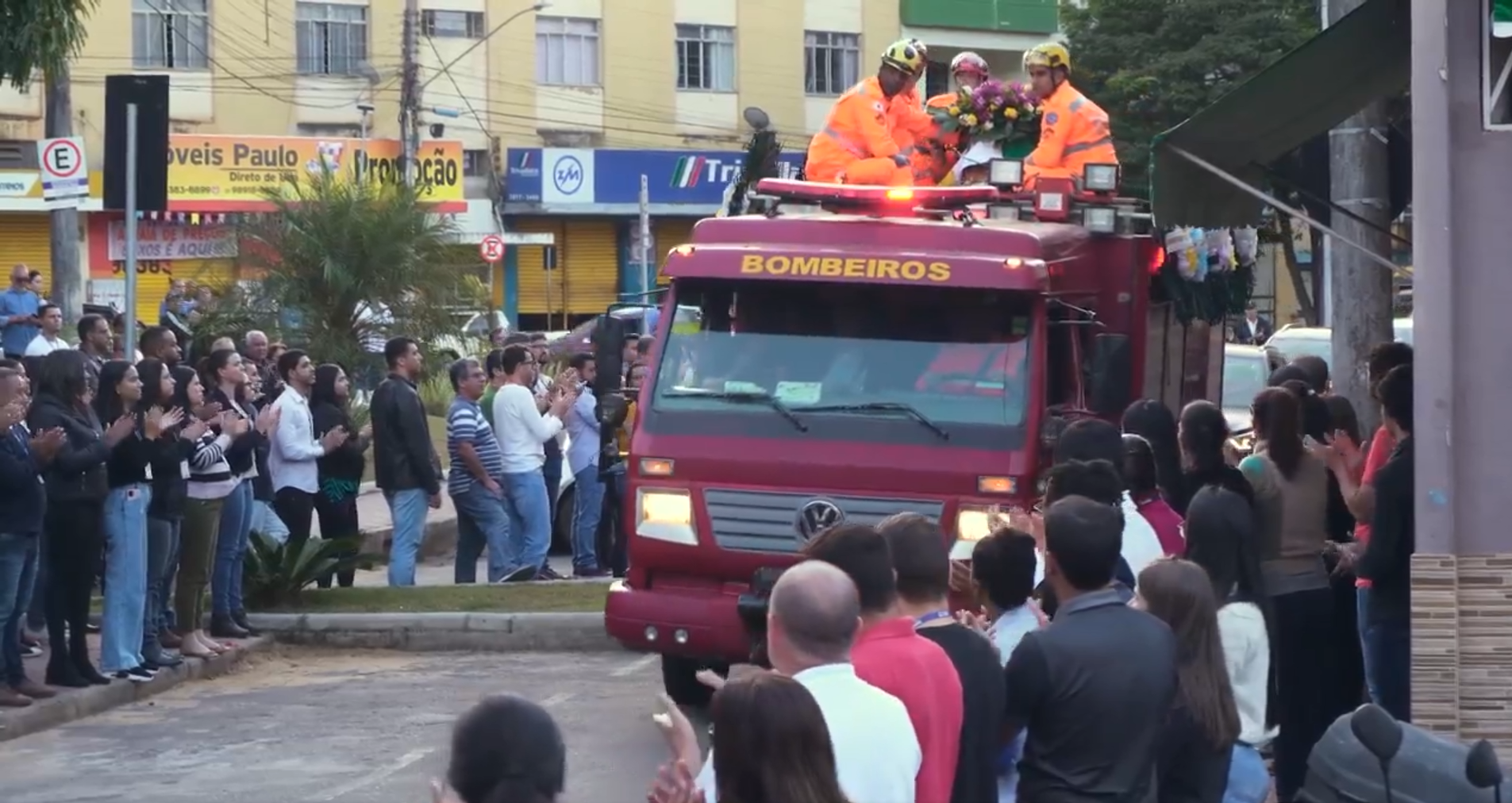
Antônio homenajeado frente a Bartofil

Los Poderes Ejecutivo y Legislativo de Ponte Nova declararon tres días de luto oficial, en honor.
Al día siguiente de su muerte, durante la 48.ª reunión ordinaria de la 1ª sesión legislativa ordinaria de la 20ª legislatura de la Asamblea Legislativa de Minas Gerais, a petición del diputado estatal Adriano Alvarenga, se concedió 1 minuto de silencio en honor de Bartolomeu.
Su proyecto de forestación a orillas del río Piranga en Beira-rio, en 1980, responsable de plantar varios árboles que actualmente forman parte de la identidad municipal, se convirtió, según la Ley Municipal nº 4.733, de 6 de octubre de 2023, el Bosque Antônio Bartolomeu. Esta ley fue redactada por la concejala Aninha da Fizica.
Otro de sus proyectos, la circunvalación de Ponte Nova, también suele llevar su nombre. El diputado estatal Thiago Cota propuso el PL 1.374/2023, que tiene como objetivo denominar este Anillo de Circunvalación como Anillo Mayor Antônio Bartolomeu.